# Кавкі (Сілезьке воєводство)
Кавкі (пол. Kawki) — село в Польщі, у гміні Панки Клобуцького повіту Сілезького воєводства.
Населення — 199 осіб (2011).
У 1975-1998 роках село належало до Ченстоховського воєводства.

## Демографія
Демографічна структура станом на 31 березня 2011 року:
|          | Загалом | Допрацездатний вік | Працездатний вік | Постпрацездатний вік |
| -------- | ------- | ------------------ | ---------------- | -------------------- |
| Чоловіки | 101     | 20                 | 69               | 12                   |
| Жінки    | 98      | 18                 | 59               | 21                   |
| Разом    | 199     | 38                 | 128              | 33                   |